# Räddad
Räddad – Interiör i tvänne akter är en ett drama av Alfhild Agrell, utgivet 1883 under pseudonymen "Thyra" som en del av samlingen Dramatiska arbeten I. Pjäsen hade urpremiär på Kungliga Dramatiska Teatern 18 december 1882 och kom att bli hennes genombrottsverk. Räddad bidrog till att göra Agrell till en av de mest spelade dramatikerna i Sverige under 1880-talet.
Många såg Räddad som ett svar på Henrik Ibsens Ett dockhem, men Agrells drama är både radikalare och mer pessimistiskt alltmedan hon vidareutvecklar synen på kvinnans möjligheter till självförverkligande i äktenskapet.

## Handling
Pjäsen utspelar sig i två akter. Dessa är i sin tur uppdelade i elva respektive femton scener. Handlingen utspelar sig på Oscars och Violas egendom någonstans i Stockholm. Bakgrundshistorien är den att Viola inte kan lämna sin hänsynslöse make eftersom det skulle innebära att hon förlorade sitt barn. Hennes situation fyller henne med hat och bitterhet mot maken, samtidigt som kärleken till sonen tvingar henne att låtsas vara den hustru som mannen vill ha.

### Akt I
Rektorskan fyller år och har bjudit in till kafferep. En av besökarna är kamrer Milde, som uppenbart ogillar rektorskan. Genom hela fikastunden ger han sarkastiska kommentarer om den onda karaktär han anser henne inneha. Efterhand talar Milde om för Viola att en släkting, då Viola var liten, satt in pengar till henne på ett konto, som med ränta nu uppgår till 6 000 kr.
Efterhand framkommer att Oscar stulit 5 000 kr från banken där han jobbar, pengar som han sedermera spelat bort. Detta har nu uppdagats för ledningen, som gett Oscar ett dygn att skaffa fram pengarna, annars blir ärendet en polissak. Akten avslutas med att Milde tillfrågas om han kan skaffa fram pengarna, något han inte kan.

### Akt II
Rektorskan är fast beslutsam att tvätta bort den vanära som Oscars stöld har spridit över familjen. Hon frågar runt efter en långivare, dock utan resultat. Till slut berättar Milde för Oscar om Violas tillgångar, varpå Oscar blir överlycklig.
Viola får veta att Milde berättat om pengarna och blir upprörd. Hon uppmanas att skriva under ett papper där hon beviljar ett lån till maken, men vägrar eftersom hon vet att maken kommer att bli dömd till fängelse och att hon således kommer att mista vårdnaden om sonen Alf.
Efterhand tillsjuknar sonen Alf och dör. Viola är förtvivlad och har nu ingen anledning att stanna i äktenskapet. Hon tar det döda barnet i sin famn och lämnar hemmet, men innan så sker tvingas hon att skriva under lånepappret av Rektorskan till maken. Maken är räddad men på bekostnad av sin fru. I den sista dialogen mellan Oscar och hans mor inser han vad hon har gjort och avsäger kontakt med henne.
"Ja, min mor, jag är räddad, fast inte så, som du tror det. – Hur sade Viola? För sent. Ja, för sent!"

## Karaktärer
- Oscar Hjerne, banktjänsteman
- Viola Hjerne, hustru
- Alf Hjerne, parets barn
- Rektorskan, Oscars mamma och sambo med familjen Hjerne
- Milde, kamrer
- Nils, barndomsvän till Viola
- Läkaren, hjälper förgäves Alf att bli frisk
- Selma, tjänarinna åt Hjernes
- Carin, tjänarinna åt Hjernes
- Ida, tjänarinna åt Hjernes

## Utgåvor
Räddad gavs ut 1883, som en del av samlingen Dramatiska arbeten I. 1884 gavs den även ut på tyska. Under 2000-talet har pjäsen fått ny uppmärksamhet och 2007 utgavs den på Atrium Förlag och Rosenlarv Förlag. 2009 översattes den till farsi och gavs ut av Sepide Sahar Förlag i Iran.

## Uppsättningar
Räddad hade urpremiär på Kungliga Dramatiska Teatern i Stockholm den 18 december 1882. Under de två efterföljande åren sattes pjäsen upp där inte mindre än tjugosex gånger. Utöver detta följde uppsättningar i Danmark, England och Tyskland. Med premiär 23 februari 2008 sattes Räddad upp på nytt av Östgötateatern och Riksteatern inom projektet Spets.

## Mottagande
När Räddad hade premiär 1882 mottog den såväl positiv som negativ kritik. Samtliga recensenter berömde dock Agrells språk och dialoger. Vissa recensenter var dock kritiska och menade att dramat var alltför mörkt för att vara trovärdigt.
När pjäsen återutgavs 2007 mottog den goda recensioner. Svenska Dagbladet skrev: "Agrell har en spänstig dramaturgi, kastar sig med spetsiga ironier och ett vitalt språk in i en feministisk protest."
Även 2008 års uppsättning mottog goda recensioner.